# Романець Марія Василівна
Марія Василівна Романець (нар. 7 вересня 1940, село Мирівка, тепер Кагарлицького району Київської області) — українська радянська діячка, оператор машинного доїння корів колгоспу «Дружба» Кагарлицького району Київської області. Депутат Верховної Ради УРСР 11-го скликання у 1985—1986 роках.

## Біографія
Освіта середня.
З 1955 року — колгоспниця, з 1957 року — оператор машинного доїння корів колгоспу «Дружба» Кагарлицького району Київської області.
Потім — на пенсії в селі Мирівка Кагарлицького району Київської області.

## Нагороди
- ордени
- медалі